# Complete Control
 Complete Control – trzeci singel zespołu The Clash wydany 23 września 1977 przez firmę CBS.

## Lista utworów
1. Complete Control – 3:10
2. City of the Dead – 2:22

## Muzycy
- Joe Strummer – wokal, gitara
- Mick Jones – gitara, wokal
- Paul Simonon – gitara basowa
- Topper Headon – perkusja